# Novo Oriente do Piauí
Novo Oriente do Piauí là một đô thị thuộc bang Piauí, Brasil. Đô thị này có diện tích 500,467 km², dân số năm 2007 là 6135 người, mật độ 12,26 người/km².